# Laura Valdivieso Jiménez
Laura Isabel Valdivieso Jiménez (Bucaramanga, 1981) es una abogada colombiana, que se desempeñó como Viceministra de Comercio Exterior del Ministerio de Industria, Comercio y Turismo durante tres años (2018-2021) y Ministra de Comercio de Colombia en calidad de encargada. 

## Biografía
Nacida en Bucaramanga, capital del Departamento de Santander, en 1981, estudió Derecho en la Pontificia Universidad Javeriana, especializándose en Negocios Internacionales en la Universidad de los Andes. Así mismo, cuenta con estudios en el Sistema Legal Americano del International Law Institute de Washington, así como Liderazgo para Alta Gerencia.
En el sector privado se ha desempeñado como Vicepresidenta de Desarrollo e Inversión Regional en la Cámara de Comercio de Bucaramanga, Directora Ejecutiva de la Asociación Colombiana de Industria de Grasas y Aceites Comestibles y fue socia de la firma Research & Opportunities International Strategy Consultants. En el sector público se ha desempeñado primero como Secretaria General del Ministerio de Agricultura y Desarrollo Rural y subdirectora de Comercio Exterior de la Dirección de Impuestos y Aduanas Nacionales de Colombia. También trabajó como asistente de Marta Lucía Ramírez cuando esta se desempeñaba como Senadora.
En agosto de 2018 fue nombrada como Viceministra de Comercio Exterior de Colombia. En mayo del 2021, fue nombrada Ministra encargada del Ministerio de Comercio, Industria y Turismo, en reemplazo del titular José Manuel Restrepo, quien pasó a ser Ministro de Hacienda y Crédito Público.
Si bien se había anunciado al exviceministro de Hacienda Juan Alberto Londoño como Ministro de Comercio, su nombramiento se cayó, razón por la cual Valdivieso asumió el cargo hasta la posesión de la siguiente titular, María Ximena Lombana. Anterior a su nombramiento como Ministra Encargada, se había rumoreado que Valdivieso reemplazaría a Restrepo en el Ministerio de Comercio.
Renunció al cargo de Viceministra el 13 de julio de 2021.